# Jean-Baptiste Faure

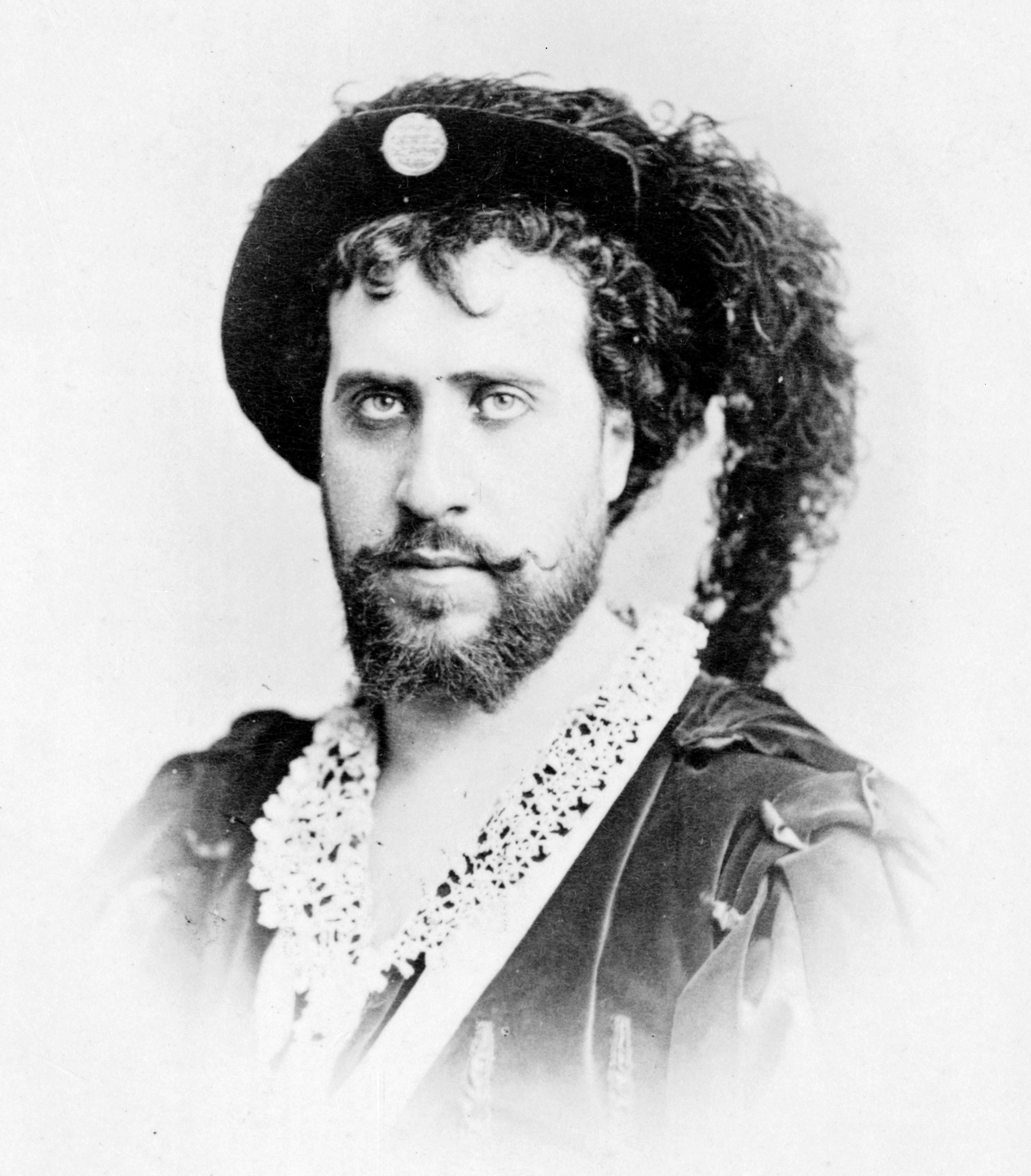
Jean-Baptiste Faure als Hamlet, foto van Charles Reutlinger uit 1863.

Jean-Baptiste Faure (Moulins (Allier), 15 januari 1830 – Parijs, 9 november 1914) was een Franse bariton, operazanger, muziekleraar en componist. Daarnaast was hij een belangrijk kunstverzamelaar die vooral geïnteresseerd was in het werk van de impressionisten. Hij was geassocieerd met de kunsthandelaar Paul Durand-Ruel.

## Biografie

### Opleiding
Faure was de zoon van een koorzanger in de kerk van Moulins. Kort na de geboorte van Jean-Baptiste verhuisde diens vader naar Parijs op zoek naar een betere betrekking, maar hij stierf toen Jean-Baptiste nauwelijks zeven jaar oud was. De kleine Jean-Baptiste besloot van in de voetsporen van zijn vader te treden en zanger te worden. Hij vond een baantje als orgelblazer bij de Notre-Dame en kreeg lessen in solfège van de organist. Daardoor werd hij aanvaard bij het kinderkoor van de Saint-Nicolas de Chardonnet. Hij begon in 1843 te aan het conservatorium in de kinderklassen solfège te studeren en kon via zijn leraar Tariot deelnemen aan de repetities van de sopranen bij het Théâtre Italien. Enige tijd later werd hij toegelaten tot het kinderkoor van de Madeleine waar hij ook een verdere opleiding kreeg van de kapelmeester Hyacinthe Trévaux. Faure had een zeer mooie sopraanstem die hij uitzonderlijk lang bewaarde.
In 1849 gaat hij aan het conservatorium zang studeren bij Louis Ponchard en daarna komische opera bij Théodore-François Moreau-Santini. In 1852 beëindigde hij zijn studies met een eerste prijs voor zang en voor komische opera. Enkele maanden later, op 20 oktober 1852 zingt hij zijn eerste rol aan de Opéra-Comique; hij vertolkte de rol van Pygmalion in Galatée van Victor Massé.
Faure trad in 1859 het huwelijk met Caroline Lefebre zelf ook een zangeres aan de Opéra comique en later aan het Théâtre-Lyrique. Ze hadden een zoon Maurice Faure die kunstschilder werd.

### Zangcarrière
Faure zong aan de Opéra-Comique van 1852 tot 1860, en had zijn eerste optreden in Londen in Covent Garden in 1860. Hij zou er blijven optreden tot 1877 en trad er ook op in Her Majesty's Theatre en in het Theatre Royal van Drury Lane. Misschien dat zijn succes in ernstige rollen in Londen hem ertoe aanzette de overstap te maken naar de Opera van Parijs waar hij zou optreden van 1861 tot 1876. Nadien trad hij tussen 1870 en 1872 nog op in de Koninklijke Muntschouwburg te Brussel, aan de hofopera’s van Wenen en Berlijn en van 1880 tot 1885 aan de Opera van Monte Carlo.
Hij stopte met optreden in volledige operavoorstellingen na zijn laatste optredens in Vichy en Marseille in 1886 om daarna alleen nog concerten te geven. Hij werd trouwens een gevierd koncertzanger.
Faure was een zeer populaire operazanger in zijn tijd, in 1872 werd hij de beste Franse zanger genoemd, de glorie van de nationale school. Hij was gekend voor zijn mooie stem en zijn smaakvolle interpretaties. Hij had een volle, vrij lage stem met een mooie lyriek en vocale expressie. Er bestaan twee opnames van hem op wasrollen, allebei in een privécollectie. Opnames van twee van zijn leerlingen, Pol Plançon en Jean lasalle kunnen een idee geven van zijn stijl en interpretatie.

#### Opéra Comique tussen 1852 et 1859
| Rol                  | Opera                               | Componist                | Jaar |
| -------------------- | ----------------------------------- | ------------------------ | ---- |
| Pygmalion            | Galathée                            | Victor Massé             | 1852 |
| Michel               | Le caïd                             | Adolphe Adam             | 1852 |
| Pietro Manelli       | La Tonelli                          | Ambroise Thomas          | 1853 |
| Pietro               | La muette de Portici                | Daniel Auber             | 1853 |
| Malipieri            | Haydée                              | Daniel Auber             | 1853 |
| Borromée             | Marco Spada                         | Daniel Auber             | 1853 |
| Max                  | Le chalet                           | Adolphe Adam             | 1853 |
| Falstaff             | Le songe d'une nuit d'été           | Ambroise Thomas          | 1854 |
| Torrida              | Marco Spada                         | Daniel Auber             | 1854 |
| Peter Michaeloff     | L'étoile du nord                    | Giacomo Meyerbeer        | 1854 |
| Justin               | Le chien du jardinier               | Albert Grisar            | 1855 |
| Le duc de Greenwich  | Jenny Bell                          | Daniel Auber             | 1855 |
| Le Marquis d'Hérigny | Manon Lescaut                       | Daniel Auber             | 1856 |
| Valbreuse            | Le sylphe                           | Louis Clapisson          | 1856 |
| Lysandre             | Joconde ou Les coureurs d'aventures | Nicolas Isouard          | 1857 |
| Crèvecœur            | Quentin Durward                     | François-Auguste Gevaert | 1858 |
| Hoël                 | Dinorah                             | Giacomo Meyerbeer        | 1859 |

#### Covent Garden tussen 1860 et 1867
| Rol                             | Opera                | Componist               | Jaar |
| ------------------------------- | -------------------- | ----------------------- | ---- |
| Hoël                            | Dinorah              | Giacomo Meyerbeer       | 1860 |
| Alfons XI van Castilië          | La favorite          | Gaetano Donizetti       | 1860 |
| Fernando                        | La gazza ladra       | Gioachino Rossini       | 1860 |
| St. Bris                        | Les Huguenots        | Giacomo Meyerbeer       | 1860 |
| Guillaume Tell                  | Guillaume Tell       | Gioachino Rossini       | 1861 |
| Don Juan Tenorio                | Don Giovanni         | Wolfgang Amadeus Mozart | 1861 |
| Pietro                          | La muette de Portici | Daniel Auber            | 1863 |
| Méphistophélès                  | Faust                | Charles Gounod          | 1863 |
| Riccardo                        | I puritani           | Vincenzo Bellini        | 1863 |
| Rodolfo                         | La sonnambula        | Vincenzo Bellini        | 1864 |
| Dulcamara                       | L'elisir d'amore     | Gaetano Donizetti       | 1864 |
| Pietro                          | La stella del nord   | Giacomo Meyerbeer       | 1864 |
| Don Juan Tenorio                | Don Giovanni         | Wolfgang Amadeus Mozart | 1866 |
| Iago                            | Otello               | Gioachino Rossini       | 1870 |
| Lotario                         | Mignon               | Ambroise Thomas         | 1870 |
| Hamlet                          | Hamlet               | Ambroise Thomas         | 1871 |
| Gaspard                         | Der Freischütz       | Carl Maria von Weber    | 1872 |
| Cacico                          | Il Guarany           | Antônio Carlos Gomes    | 1872 |
| Assur                           | Semiramide           | Gioachino Rossini       | 1875 |
| Le comte de Nevers              | Les Huguenots        | Giacomo Meyerbeer       | 1876 |
| Alfonso D'Este, Duke of Ferrara | Lucrezia Borgia      | Gaetano Donizetti       | 1876 |

#### Opera van Parijs van 1861 tot 1876
| Rol                       | Opera                    | Componist                | Jaar |
| ------------------------- | ------------------------ | ------------------------ | ---- |
| Julien de Médicis         | Pierre de Médicis        | Józef Michal Poniatowski | 1861 |
| Guillaume Tell            | Guillaume Tell           | Gioachino Rossini        | 1861 |
| Alfonso XI                | La favorite              | Gaetano Donizetti        | 1862 |
| Pedro                     | La mule de Pedro         | Victor Massé             | 1863 |
| Le Comte de Nevers        | Les Huguenots            | Giacomo Meyerbeer        | 1863 |
| Pietro                    | La muette de Portici     | Daniel Auber             | 1863 |
| Pharaon                   | Moïse et Pharaon         | Gioachino Rossini        | 1863 |
| Nélusko                   | L'Africaine              | Giacomo Meyerbeer        | 1865 |
| Figaro                    | Le nozze di Figaro       | Wolfgang Amadeus Mozart  | 1866 |
| Rodrigue, Marquis de Posa | Don Carlos               | Giuseppe Verdi           | 1867 |
| Polus                     | La fiancée de Corinthe   | Jules Duprato            | 1867 |
| Hamlet                    | Hamlet                   | Ambroise Thomas          | 1868 |
| Méphistophélès            | Faust                    | Charles Gounod           | 1869 |
| Paddock                   | La coupe du roi de Thulé | Eugène Diaz              | 1873 |
| Charles VII               | Jeanne d'Arc             | Auguste Mermet           | 1876 |

### Leraar
Faure was tussen 1857 en 1860 leraar aan het conservatorium van Parijs, hoewel hij van zichzelf zei dat hij nooit geen les had gegeven, maar hooguit advies..
Hij was ook de auteur van twee werken over zangtechniek: La Voix et le Chant (1886) en Aux jeunes chanteurs (1898).

### Componist
Faure was ook actief als componist. Hij schreef meer dan 50 liederen Enkele van die liederen werden populair zoals zijn Sancta Maria, Le Crucifix naar Victor Hugo en Les Rameaux. Faure was ook de man die het kerstlied "minuit chrétiens" van Adolphe Adam populair maakte. Het was een vast onderdeel van al zijn concerten.

## Kunstverzamelaar

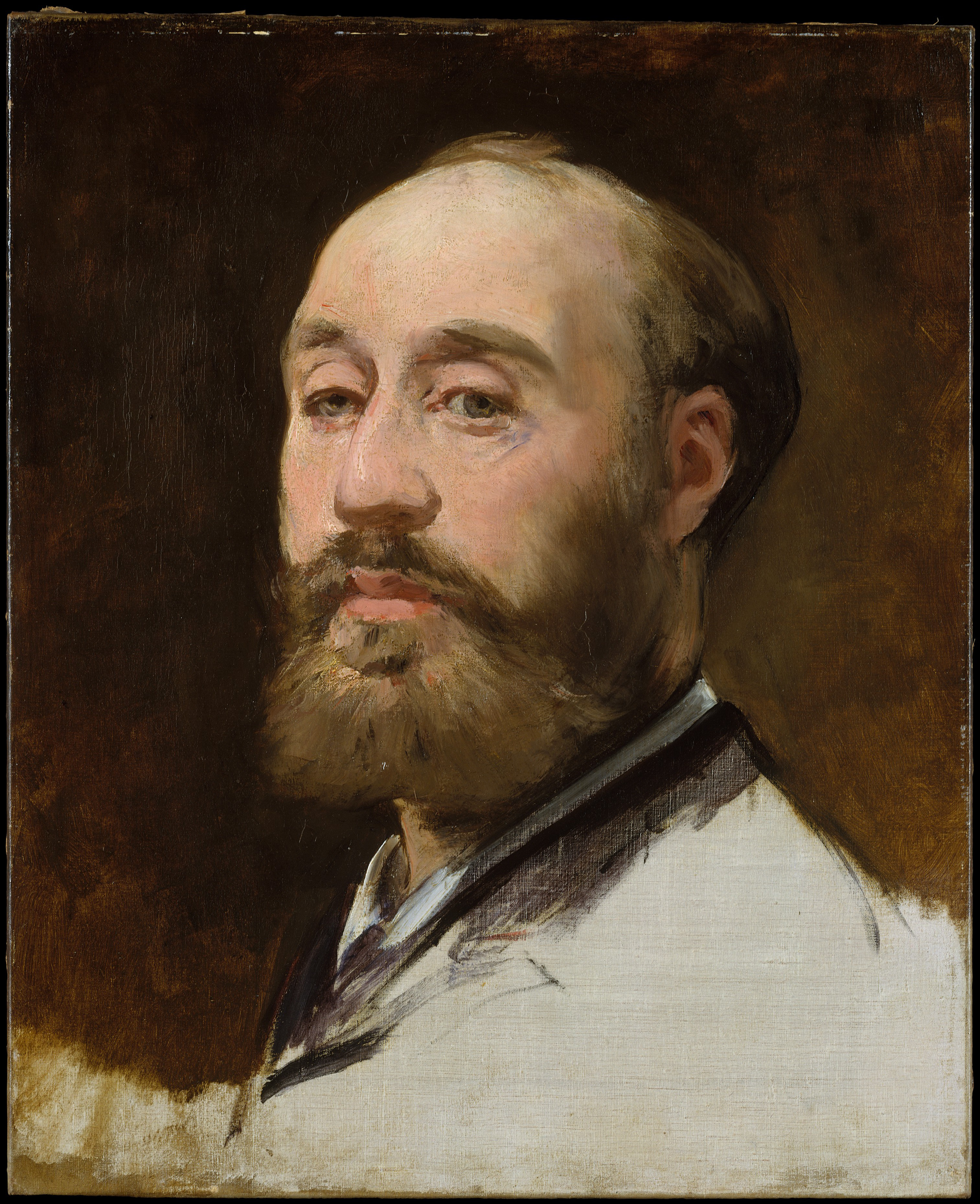
Édouard Manet, Jean-Baptiste Faure (1882), New York, Metropolitan Museum of Art. Portret van Faure ter gelegenheid van zijn benoeming in het Legioen van Eer.

Faure begon te verzamelen nadat hij in 1850 via de componist Ambroise Thomas kennis had gemaakt met Jean Auguste Dominique Ingres, Hippolyte Flandrin en Paul Flandrin. Daarna ging zijn interesse uit naar de werken van Jean-Baptiste Corot, Eugène Delacroix en Jules Dupré. Maar het grootste deel van zijn verzameling bevatte vooral werk van de opkomende impressionisten. Voor de eerste tentoonstelling van die groep in 1874 leende hij twee werken van Edgar Degas en negen van Claude Monet uit zijn collectie.
Tijdens zijn leven kocht Faure meer dan 800 werken waaronder 67 van Édouard Manet met onder meer Le déjeuner sur l'herbe, 63 van Claude Monet waarbij Le pont d'Argenteuil, 16 van Edgar Degas, 37 van Camille Pissarro en 58 van Alfred Sisley. Faure was samen met Paul Durand-Ruel een van de eersten die veel werk van de impressionisten kocht. Hij kocht werken rechtstreeks van de artiesten maar ook via de kunsthandel en op veilingen. Op sommige veilingen kon hij werken kopen voor belachelijk lage prijzen. Zo kocht hij onder meer op de veiling van de verzameling van Hoschedé in 1874, La femme aux cérises van Manet, dat in 1871 door Durand-Ruel van de schilder gekocht was voor 2000 FF, voor 450 FF. Hij deed er trouwens nog andere koopjes zoals Le Torréador (Metropolitan Museum of Art J.W.B. No.45) aan 650 FF tegenover 1500 FF, Les Rives de la Tamise et le Parlement. Effet de brouillard van Monet voor 250 FF, twee werken van Sisley voor 40 FF. per stuk en een Pissarro voor 100 FF. Bij de verkopen van de verzameling van Théodore Duret in 1894 zijn de koopjes blijkbaar voorbij, Faure kocht er Le Repos van Manet waarvoor hij 11.000 FF betaalde en Chez le père Lathuile, eveneens van Manet dat voor 8.000 FF werd afgeklopt.
Veel van zijn werken sloeg hij op in zijn villa Les Roches in Étretat waar het een komen en gaan was van vrienden en kennissen zoals de componisten Charles Gounod, Jules Massenet, Ambroise Thomas, de librettist Ludovic Halévy, de schrijver Guy de Maupassant en de schilders James Abbott McNeill Whistler, Claude Monet, Edgar Degas en Anders Zorn.
Faure gaf ook opdrachten voor portretten om de personages die hij gezongen had te vereeuwigen. Manet schilderde hem als Hamlet, Giovanni Boldini als Méphistophélès en Marcellin Desboutin als Guillaume Tell. In 1881 bestelde hij een portret bij Manet ter gelegenheid van zijn benoeming in het Legioen van Eer, maar het werk beviel hem niet en hij bestelde een nieuw bij Anders Zorn.
Faure had regelmatig werken uit zijn collectie verkocht en nieuwe aangekocht, maar tegen het einde van zijn leven aan verkocht hij het grootste deel van zijn verzameling en behield slechts enkele doeken van Ingres, Prud'hon, Manet, Degas en Sisley.

## Galerij
Hierbij enkele werken die tot de verzameling van Faubert behoorden.

Manet – La femme aux cérises - 1862
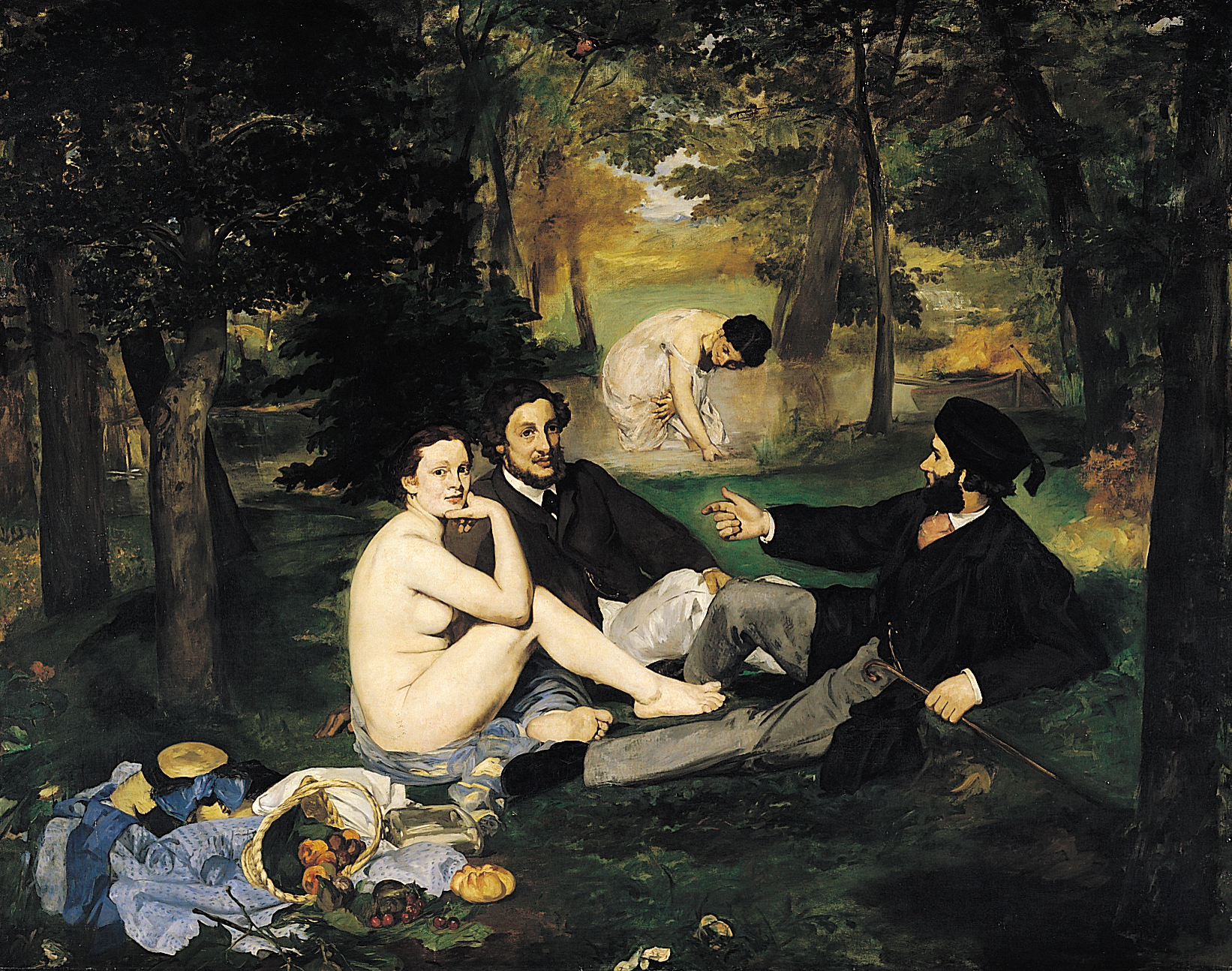
Manet - Le Déjeuner sur l'herbe - 1863
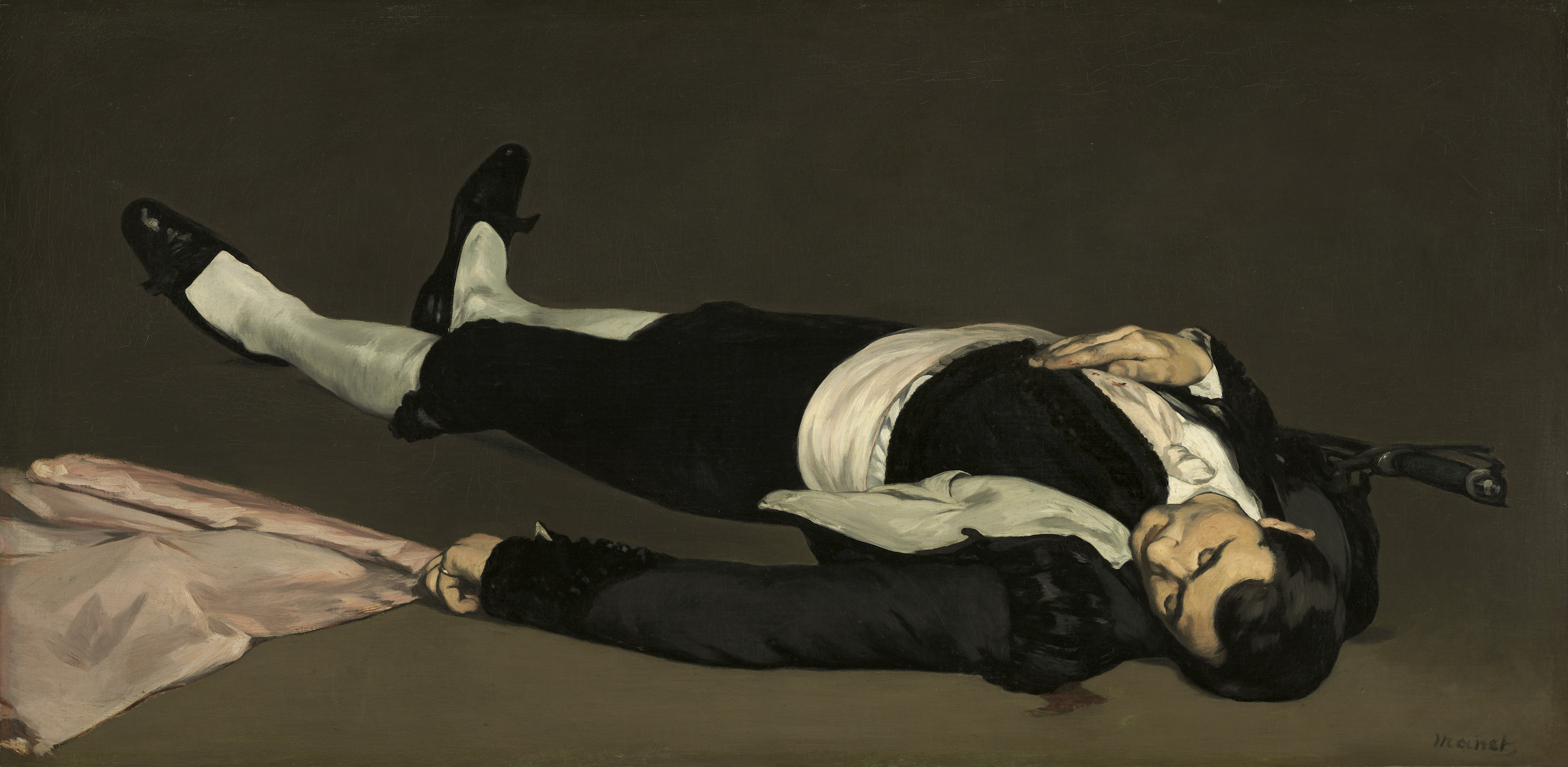
Manet - Le torréador - 1864/1865
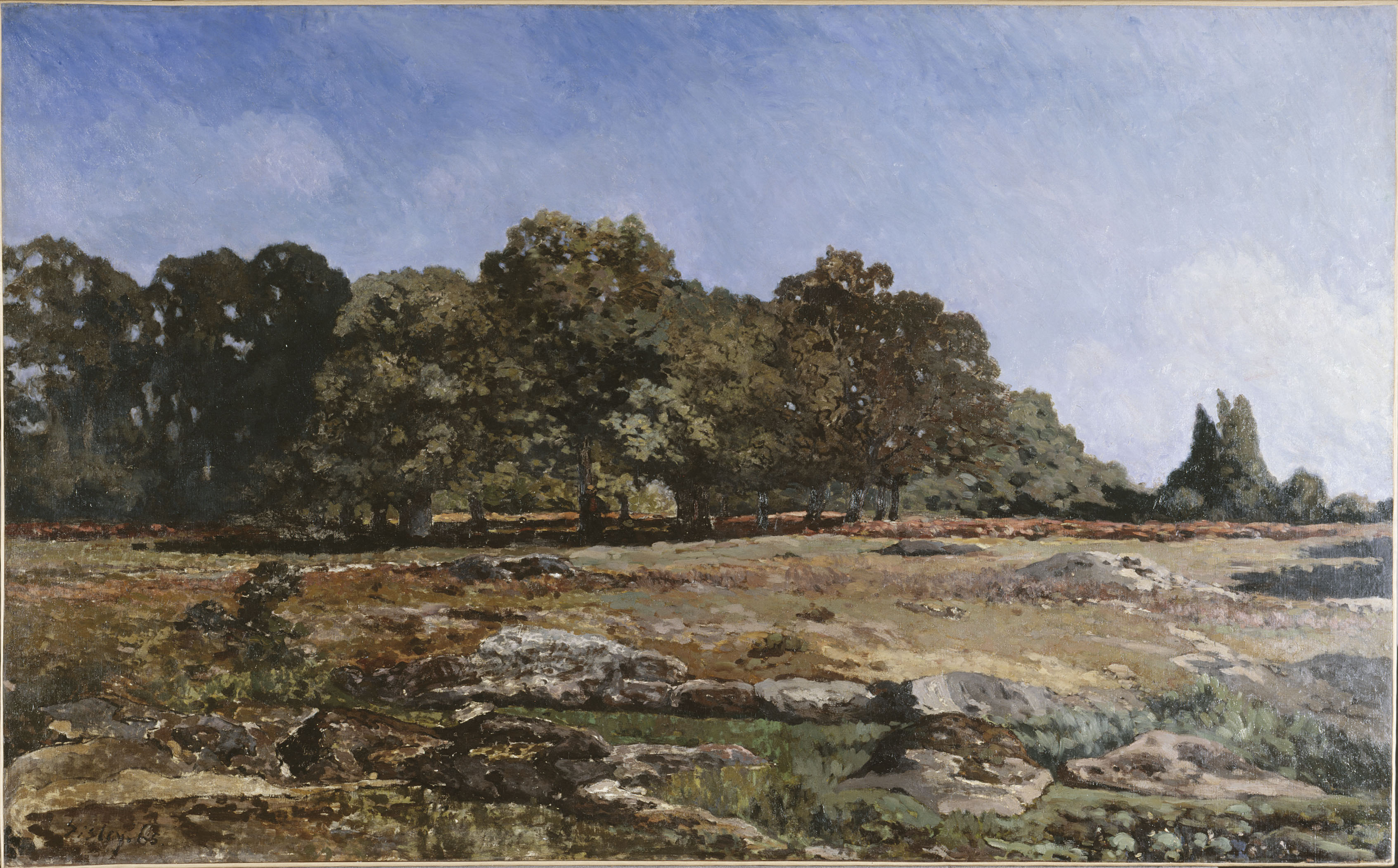
Sisley - Allée de chataigniers - 1865
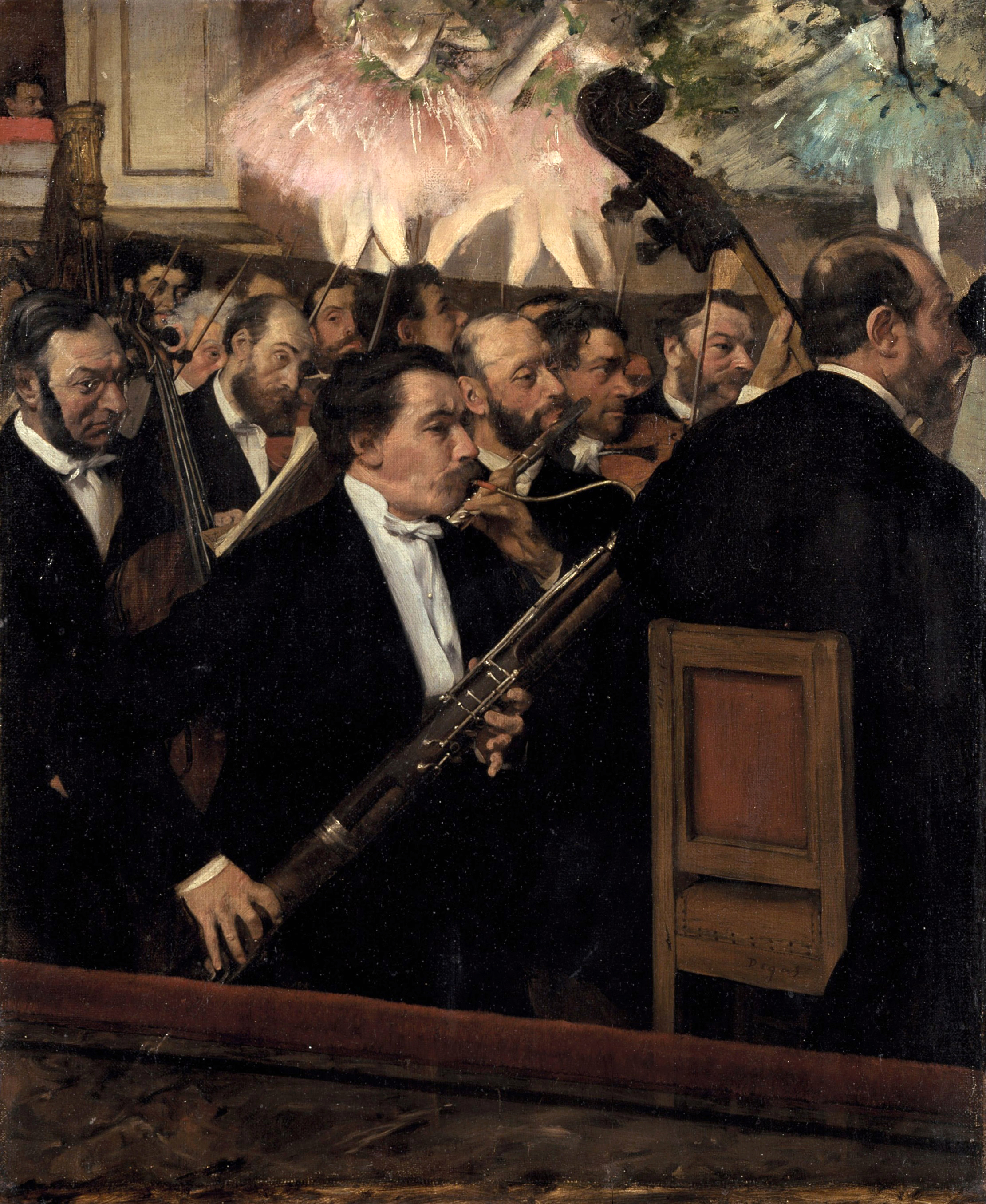
Degas – L’Orchestre de l’Opera - 1870
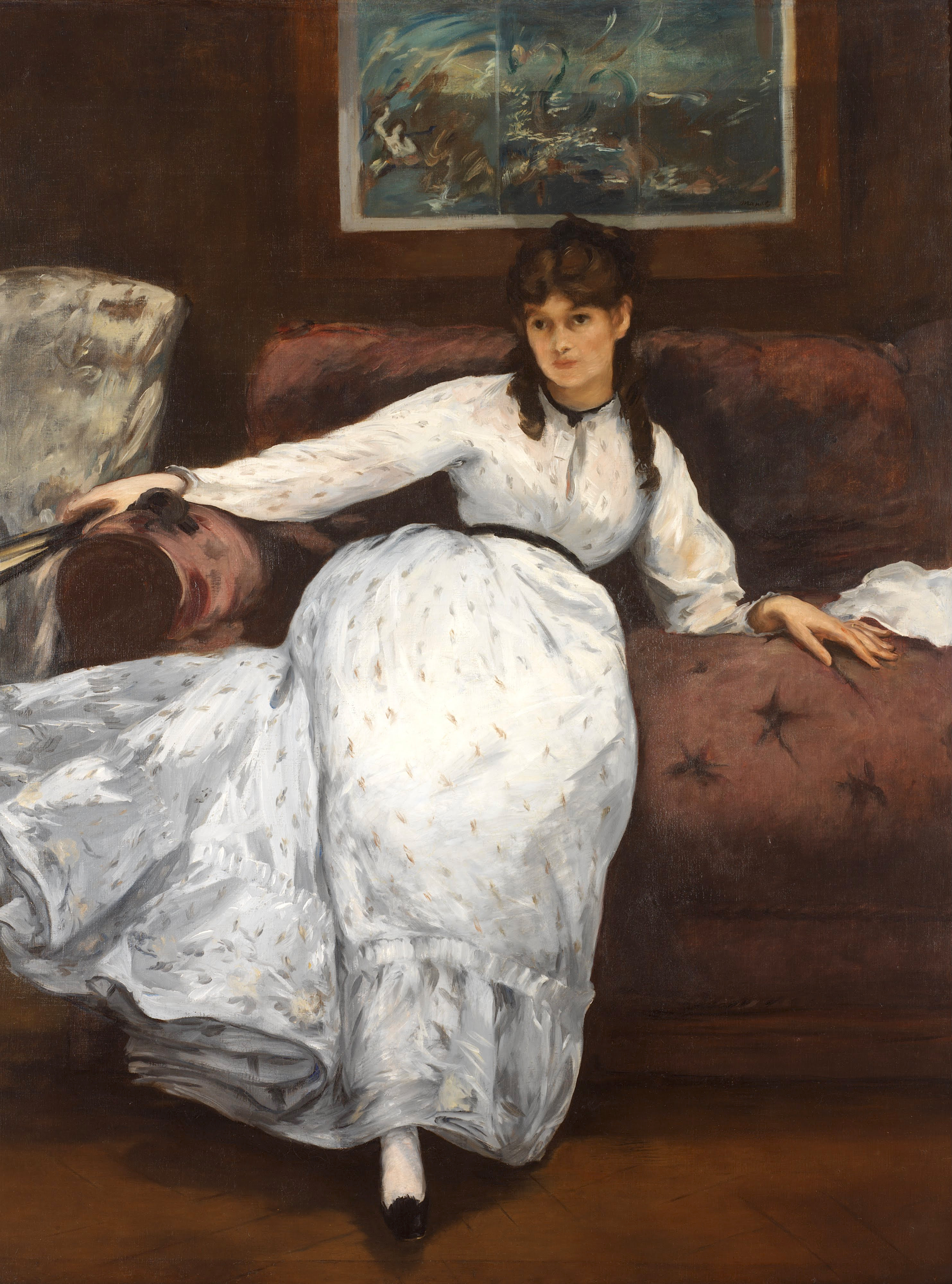
Manet – Le repos - 1870/1871
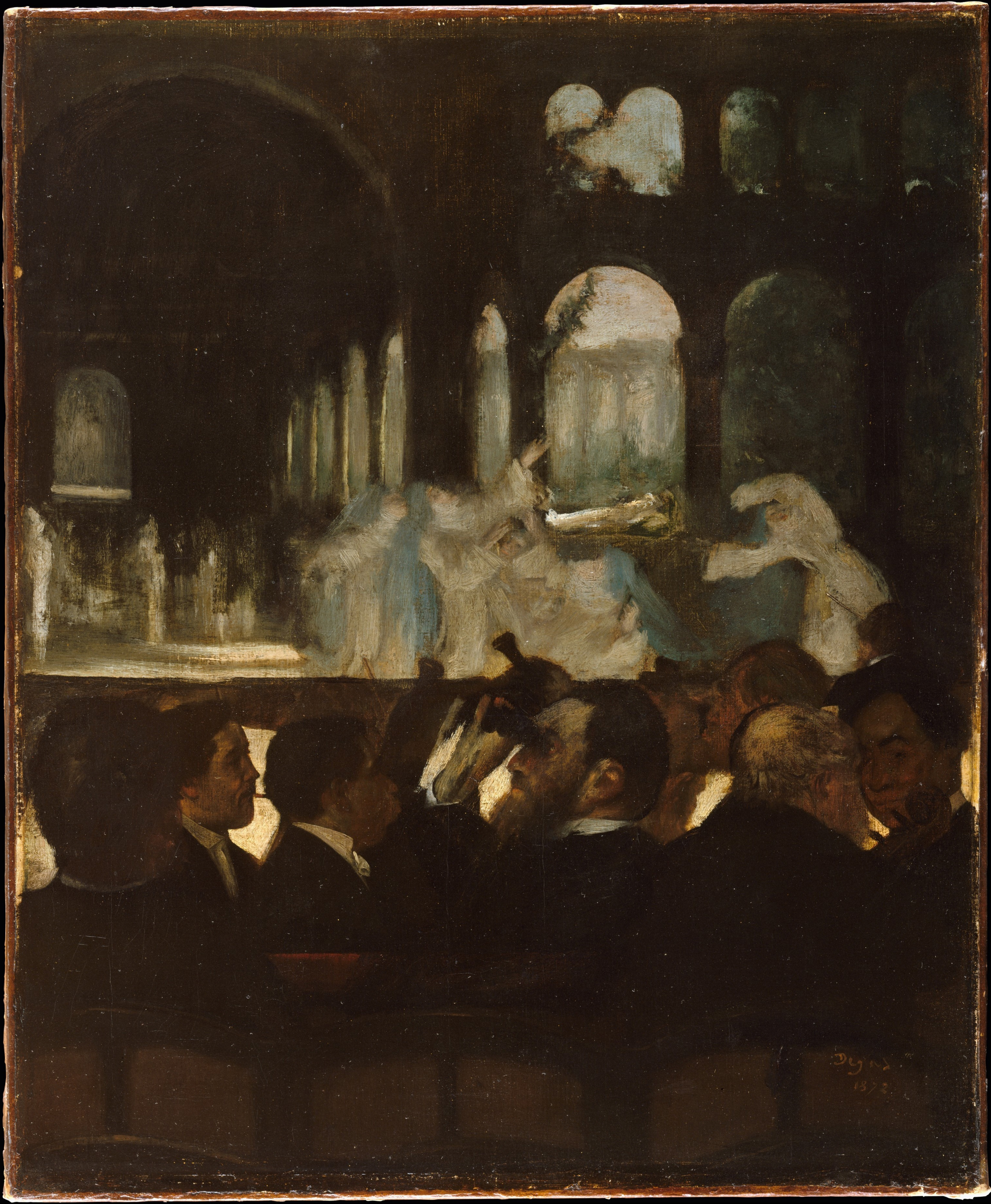
Degas - Ballet de Robert le Diable - 1871
Manet - Le Chemin de fer - 1873
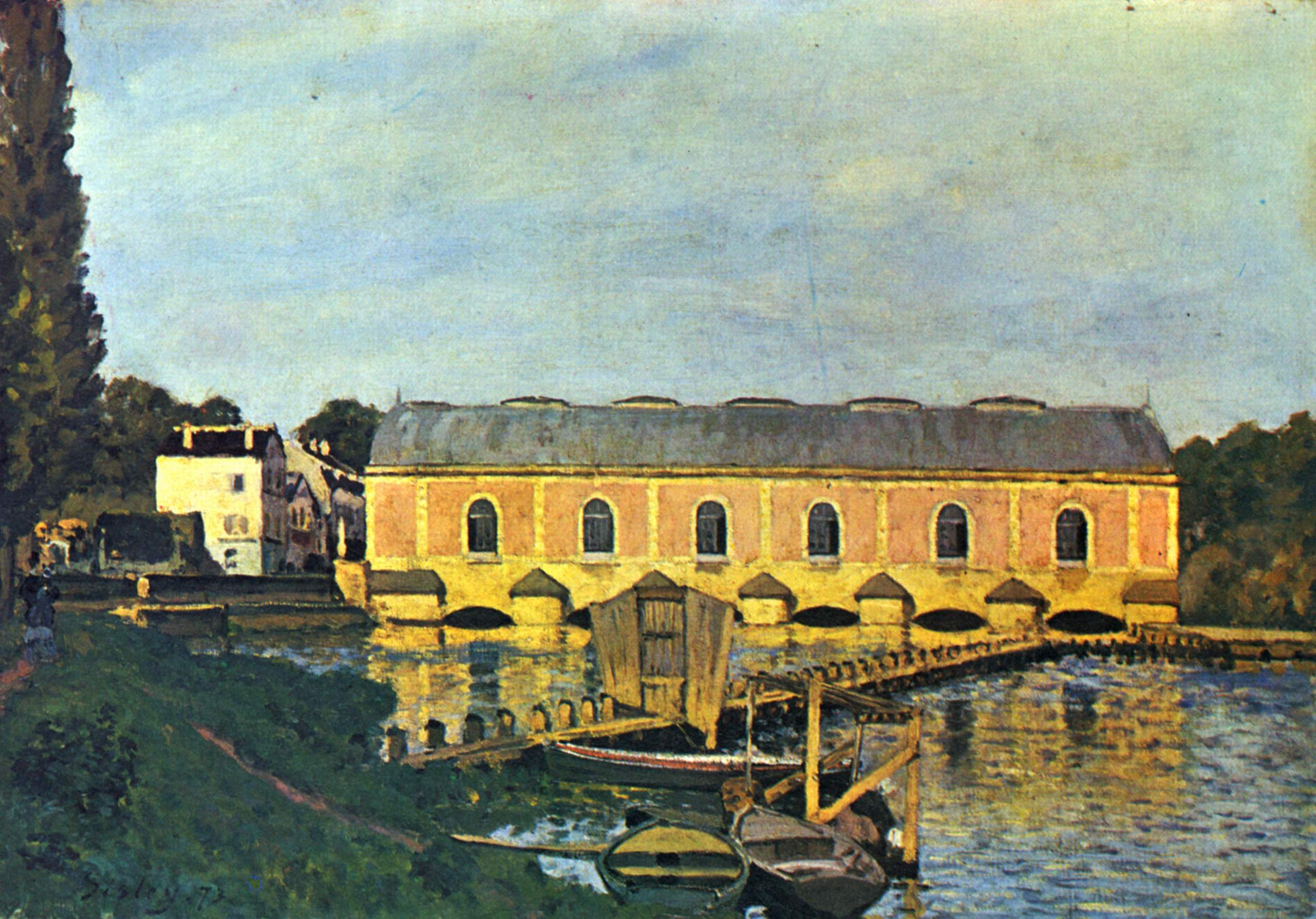
Sysley - Machine de Marly - 1873
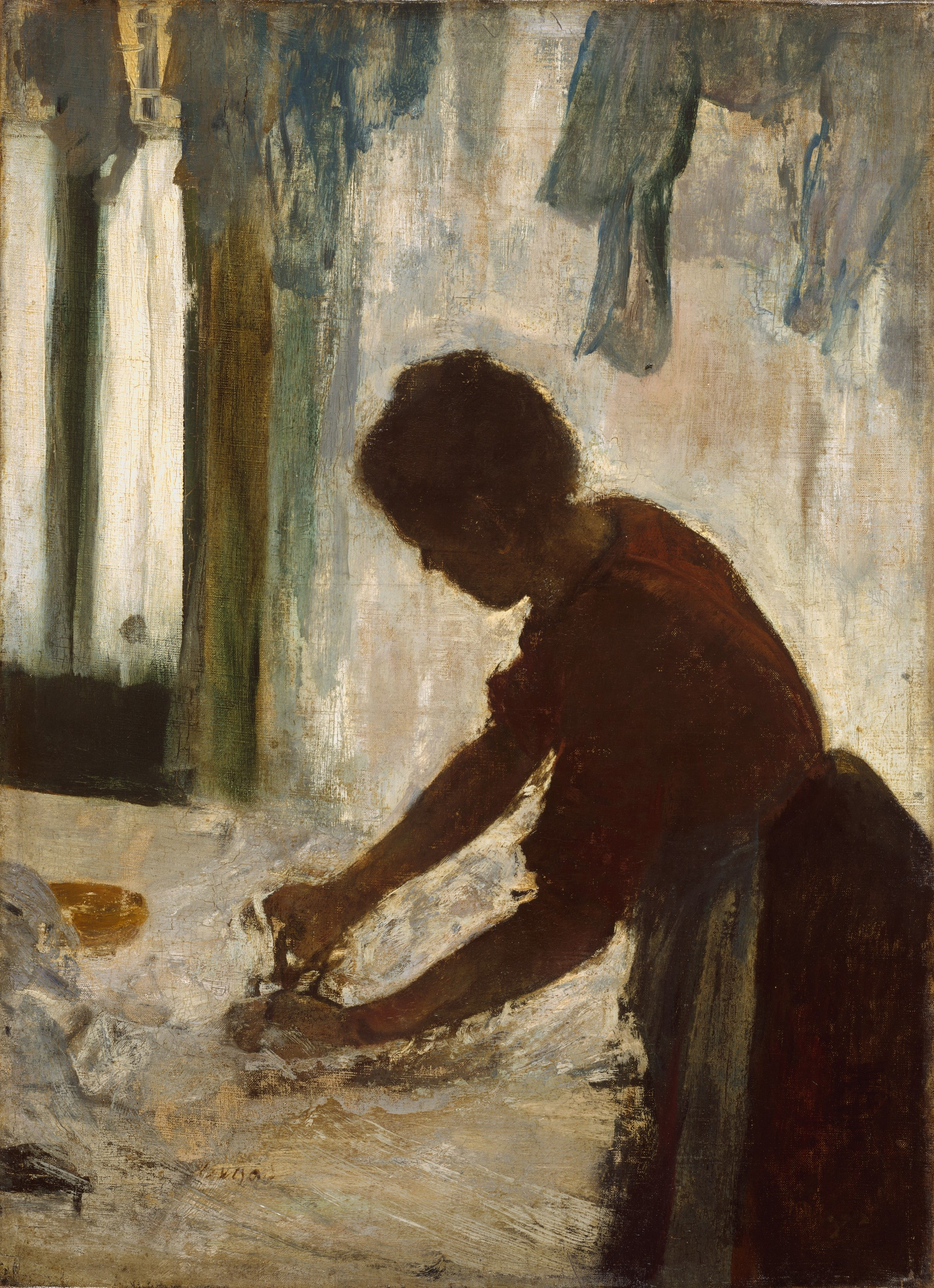
Degas-La repasseuse à contre-jour - 1873
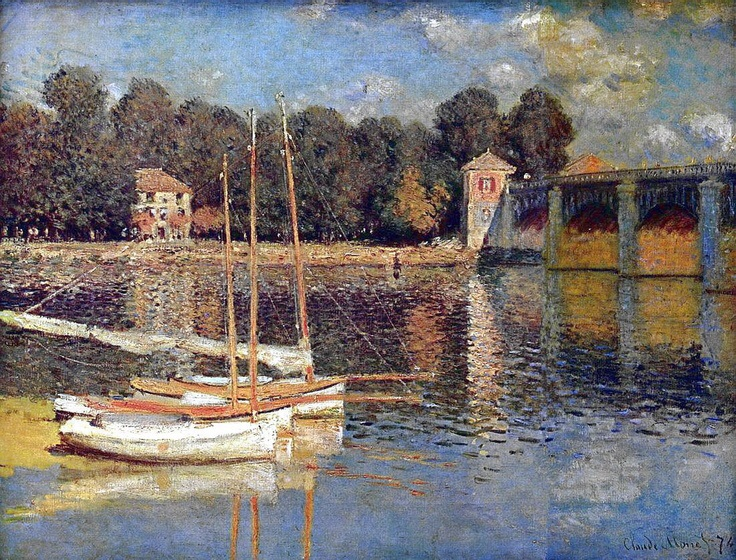
Monet - Pont d'Argenteuil - 1874
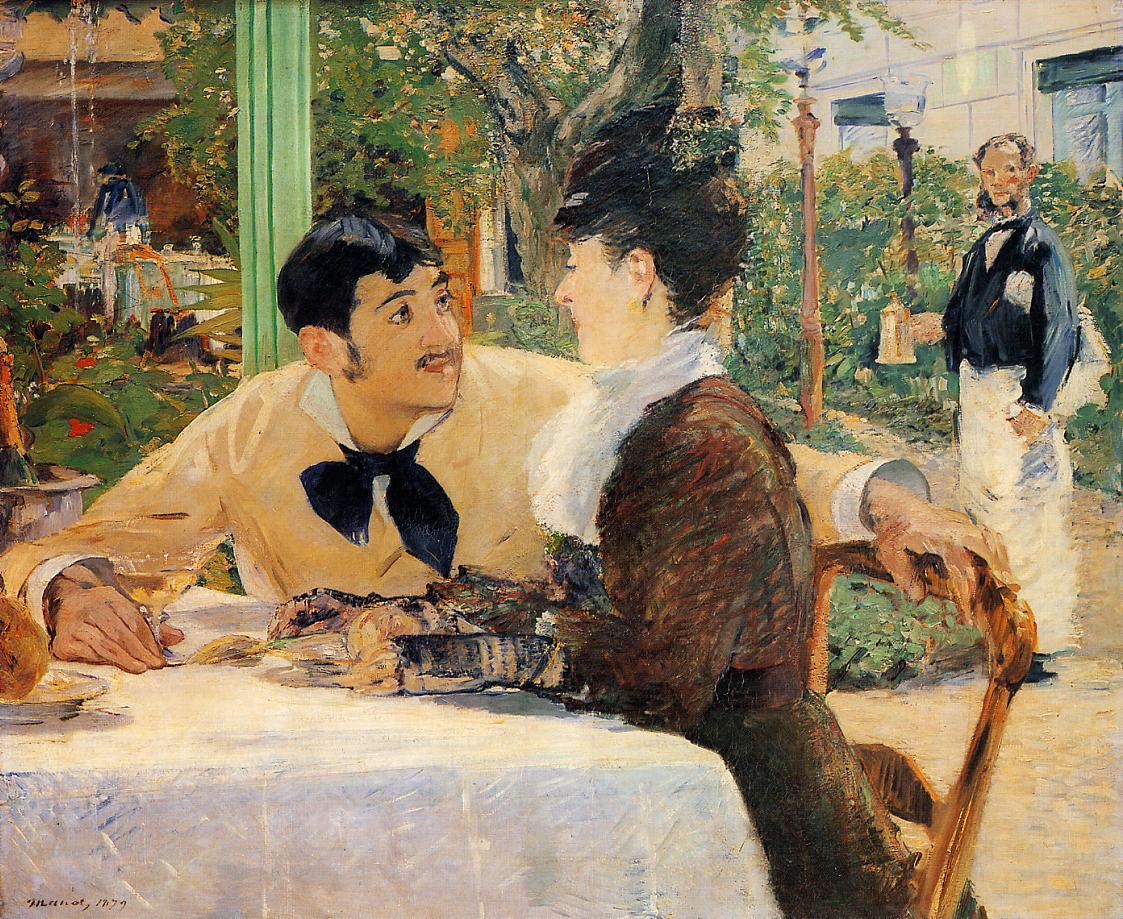
Manet - Chez le père Lathuile - 1879
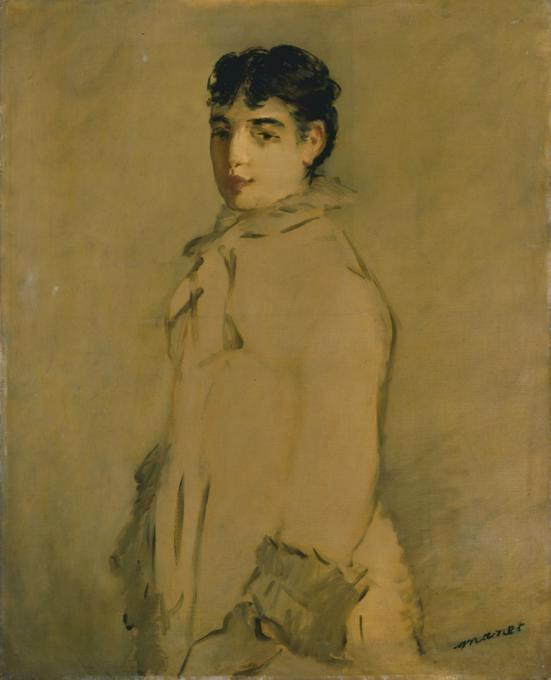
Manet - Jeune femme en rose - 1879/1880
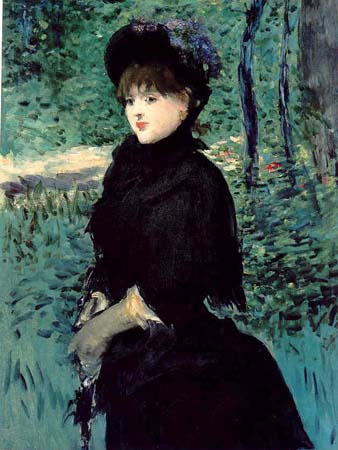
Manet - La Promenade - 1880
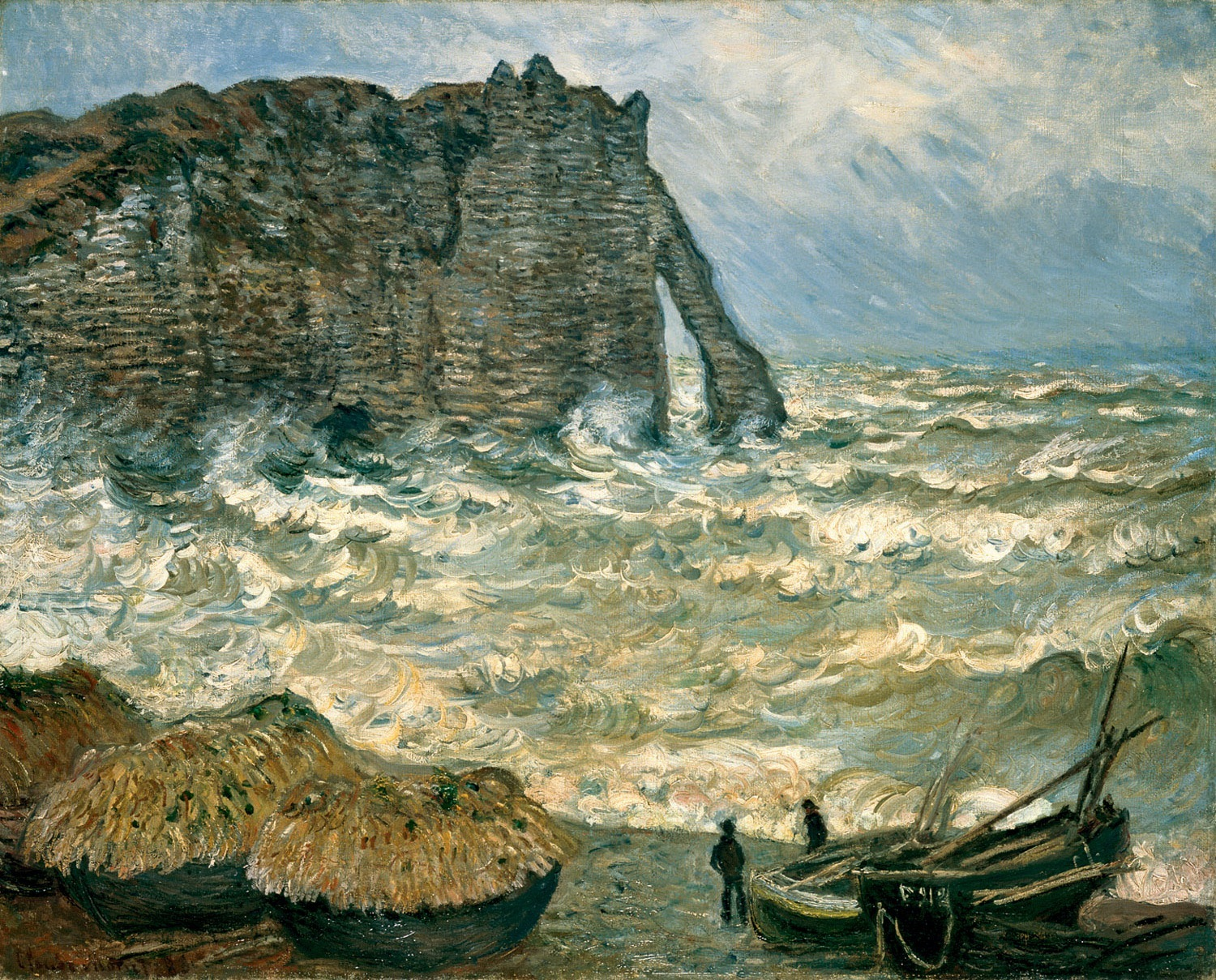
Monet - Mer agitée à Etretat - 1883
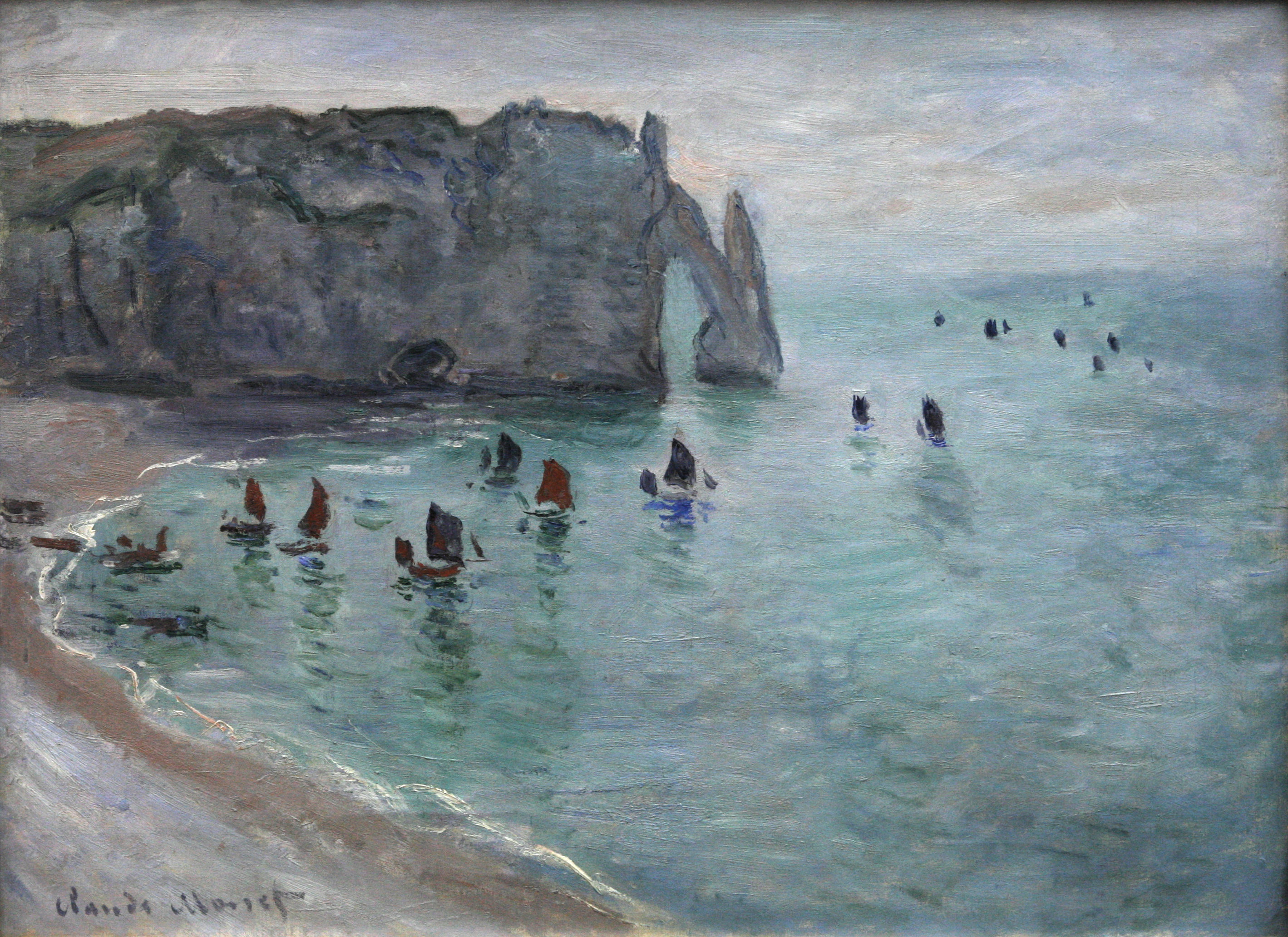
Monet - Étretat, la porte d'Aval: bateaux de pêche sortant du port - ca. 1885
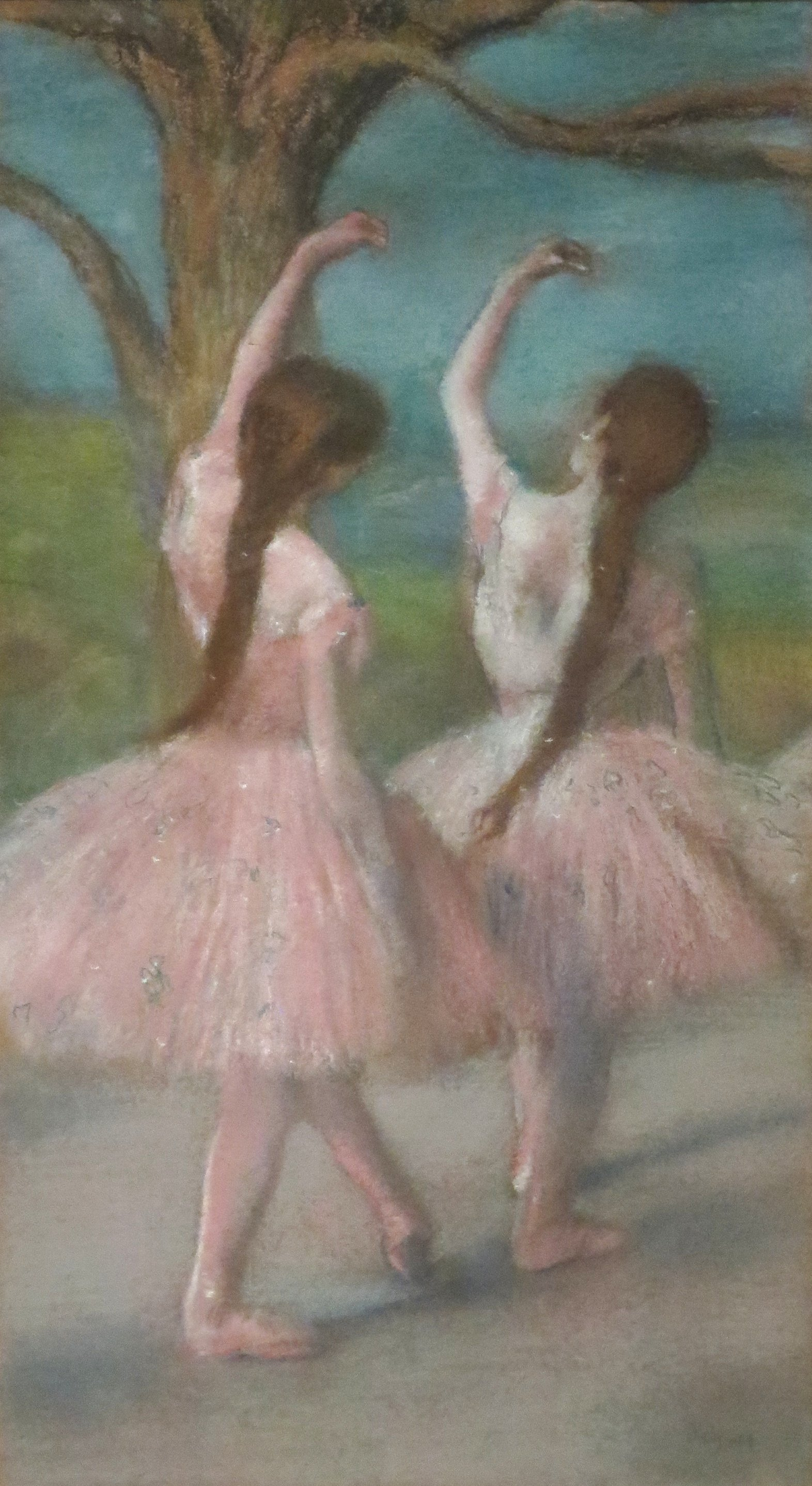
Degas - Danseuses roses - 1886
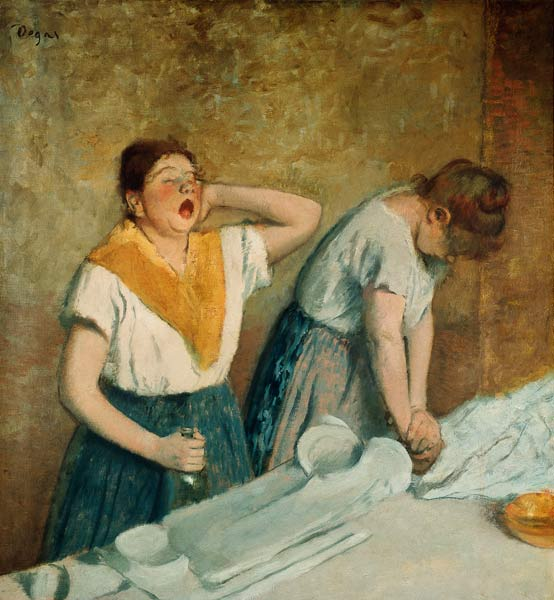
Degas - Les grandes blanchisseuses - 1887

- Biblioteca Nacional de España: XX1179907
- Bibliothèque nationale de France: cb138938222 (data)
- CiNii: DA11558322
- Gemeinsame Normdatei: 134852028
- International Standard Name Identifier: 0000 0001 2025 1171
- Library of Congress Control Number: n89644696
- Nationale Bibliotheek van Letland: 000069783
- MusicBrainz: cb25d3e9-fdba-4f12-adab-56a2ecea6a06
- Nationale Bibliotheek van Tsjechië: mzk2011642042
- Nationale Bibliotheek van Israël: 987007309439705171
- Nationale Bibliotheek van Polen: a0000001992074
- Nederlandse Thesaurus van Auteursnamen: 315267089
- Istituto Centrale per il Catalogo Unico: INTV005214
- SNAC: w6g452gj
- Système universitaire de documentation: 133446336
- Trove: 1130426
- Union List of Artist Names: 500317542
- Virtual International Authority File: 46946260
- WorldCat: E39PBJbM8tvWWhKHpB9kvrckjC